# Tim Paumgartner
Tim Paumgartner (* 5. März 2005 in Salzburg) ist ein österreichischer Fußballspieler.

## Karriere

### Verein
Paumgartner begann seine Karriere beim ASVÖ FC Puch. Im Jänner 2014 wechselte er zum SV Kuchl. Zur Saison 2017/18 wechselte er in die Jugend des FC Liefering, dem Farmteam des FC Red Bull Salzburg. Ab der Saison 2019/20 durchlief er sämtliche Altersstufen in der Akademie der Salzburger.
Im Oktober 2021 debütierte er für die Profis von Liefering in der 2. Liga, als er am elften Spieltag der Saison 2021/22 gegen den FC Juniors OÖ in der 69. Minute für Justin Omoregie eingewechselt wurde. Für Liefering kam er in vier Spielzeiten insgesamt zu 55 Zweitligaeinsätzen, in denen er vier Tore erzielte.
Zur Saison 2025/26 wechselte Paumgartner zum Bundesligisten Grazer AK, bei dem er einen bis 2027 laufenden Vertrag erhielt.

### Nationalmannschaft
Im September 2022 gab Paumgartner gegen Schweden sein Debüt für die österreichische U-18-Mannschaft.